# Abschnitt 40
Abschnitt 40  è una serie televisiva tedesca di genere poliziesco ideata da Christoph Darnstädt, prodotta da Typhoon e trasmessa dal 2001 al 2006 da RTL Television. Protagonisti della serie sono Heinz Werner Kraehkamp, Christof Wackernagel, Ole Puppe, Anne Kasprzik e Nana Krüger.
La serie si compone di 5 stagioni, per un totale di 37 episodi, della durata di 46 minuti ciascuno più un episodio pilota. L'episodio pilota venne trasmesso in prima visione il 17 maggio 2001, mentre il primo episodio della prima stagione, intitolato Durchgedreht, fu trasmesso in prima visione il 19 settembre 2002; l'ultimo episodio, intitolato Dienswaffen, venne trasmesso in prima visione il 21 dicembre 2006.

## Trama
Protagonista delle vicende sono i funzionari di un distretto di polizia di Berlino, la  "sezione 40", al comando della quale c'è il commissario capo Georg Burrow. I poliziotti del dipartimento devono occuparsi di casi perplessi.

## Personaggi e interpreti
- Commissario Capo Georg Burrow, interpretato da Heinz Werner Kraehkamp (s. 1-5)

## Episodi
| Stagione         | Puntate             | Prima TV Germania      | Prima TV Italia |
| ---------------- | ------------------- | ---------------------- | --------------- |
| Prima stagione   | 8 + episodio pilota | 2002 (2001 ep. pilota) | inedita         |
| Seconda stagione | 8                   | 2003                   | inedita         |
| Terza stagione   | 8                   | 2005                   | inedita         |
| Quarta stagione  | 8                   | 2006                   | inedita         |
| Quinta stagione  | 5                   | 2006                   | inedita         |

## Premi e nomination (lista parziale)
- 2003: Deutscher Fernsehpreis come miglior serie televisiva[2]
- 2004: Deutscher Fernsehpreis come miglior serie televisiva[2]
- 2005: Deutscher Fernsehpreis come miglior serie televisiva[2]